# Buenia affinis
Buenia affinis é uma espécie de peixe da família Gobiidae e da ordem Perciformes.

## Morfologia
- Os machos podem atingir 3,2 cm de comprimento total e as fêmeas 3,33.
- Número de vértebras: 30.[4][5]

## Reprodução
Os ovos apresentam forma de pera.

## Habitat
É um peixe marítimo e demersal.

## Distribuição geográfica
É encontrado no Mar Mediterrâneo: Croácia, França e Itália.

## Observações
É inofensivo para os humanos.